# Tenorlied
Le tenorlied est un style musical profane allemand de la Renaissance, style principal utilisé entre le XVe siècle et la première moitié du XVIe siècle. Le mot tenor ne désigne pas ici la voix chantée de ténor, mais le cantus firmus.